# Тирамин
Тирамин, β-(n-оксифенил)-этиламин, HO-C6H4-CH2-CH2-NH2, органическое вещество из группы биогенных аминов. Тирамин найден в спорынье, гниющих тканях, сыре. Отсюда и его название (от греч. tyros – сыр). Физиологически активен (в связи с сосудосуживающим действием повышает кровяное давление, влияет на процессы возбуждения и торможения в нервной системе) и токсичен. Образуется из аминокислоты тирозина под действием бактериальных декарбоксилаз, в частности при гнилостных процессах в кишечнике млекопитающих животных и человека. Обезвреживание избыточного тирамина в живом организме осуществляется в результате его окисления ферментом моноаминоксидазой (МАО).

## Происхождение
Тирамин широко встречается в растениях и животных и метаболизируется различными ферментами, включая моноаминоксидазы. В пище он часто образуется в результате декарбоксилирования тирозина в процессе брожения или гниения. Продукты, которые подвергаются ферментации, вялению, консервированию, старению или порче, содержат большое количество тирамина. Уровень тирамина повышается, когда продукты находятся при комнатной температуре или превышают свой срок годности.
Конкретные продукты, содержащие значительное количество тирамина, включают в себя:
- крепкие или выдержанные сыры: чеддер, швейцарский, пармезан, стилтон, горгонзола или сыры с голубой плесенью, камамбер, фета, мюнстер и другие
- мясо, которое подвергается консервации, копчению или обработке, такие как салями, пепперони, сушеные колбасы, хот-доги, бекон, говяжьи консервы, маринованная или копченая рыба, икра, выдержанная куриная печень, супы или соусы на мясном бульоне
- маринованные или продукты брожения: квашеная капуста, кимчи, тофу (особенно вонючий тофу), маринованные огурцы, мисо-суп, темпе, хлеб с закваской, бобы, фрукты
- приправы: соевый соус, креветки, рыба, мисо, терияки и соусы на мясном бульоне
- напитки, полученные с участием процесса брожения: пиво (особенно из крана или домашнего приготовления), вермут, красное вино, шерри, ликеры
- шоколад

## Тираминовый синдром
Тираминовый («сырный») синдром — развитие гипертензивных кризов и других осложнений при одновременном применении антидепрессантов группы ингибиторов МАО с пищевыми продуктами, содержащими тирамин или его предшественник тирозин тираминоподобной структуры. Гипертензивные кризы при тираминовом синдроме могут сопровождаться повышением температуры, есть риск развития инфаркта миокарда или инсульта. Первым угрожающим симптомом тираминового синдрома является головная боль — сильная, обычно пульсирующая; боли могут быть настолько сильными, что напоминают ощущение ударов молота. Симптоматика кризов также может включать в себя сильную боль в сердце, обильное потоотделение, мидриаз, нарушения сердечного ритма, нервно-мышечную возбудимость, судороги, светобоязнь[8], тошноту, головокружение, рвоту. Голова и лицо могут стать багровыми, отёчными.